# Microtropis keningauensis
Microtropis keningauensis là một loài thực vật thuộc họ Celastraceae. Đây là loài đặc hữu của Malaysia.